# Ochodontia adustaria
Ochodontia adustaria is een vlinder uit de familie spanners (Geometridae). De wetenschappelijke naam is voor het eerst geldig gepubliceerd in 1840 door Fischer de Waldheim.
De soort komt voor in Europa.